# Eurosta latifrons
Eurosta latifrons é uma espécie de tefritídeo do gênero Eurosta da família Tephritidae.

## Distribuição
É distribuida nos Estados Unidos.